# Zbór Kościoła Adwentystów Dnia Siódmego w Leksandrowej
Zbór Kościoła Adwentystów Dnia Siódmego w Leksandrowej – zbór adwentystyczny w Leksandrowej, należący do okręgu wschodniego diecezji południowej Kościoła Adwentystów Dnia Siódmego w RP.
Pastorem zboru jest kazn. Edward Parma. Nabożeństwa odbywają się w kościele w Leksandrowej pod numerem 100 każdej soboty o godz. 9.30.